# Burgpark Gustavsburg

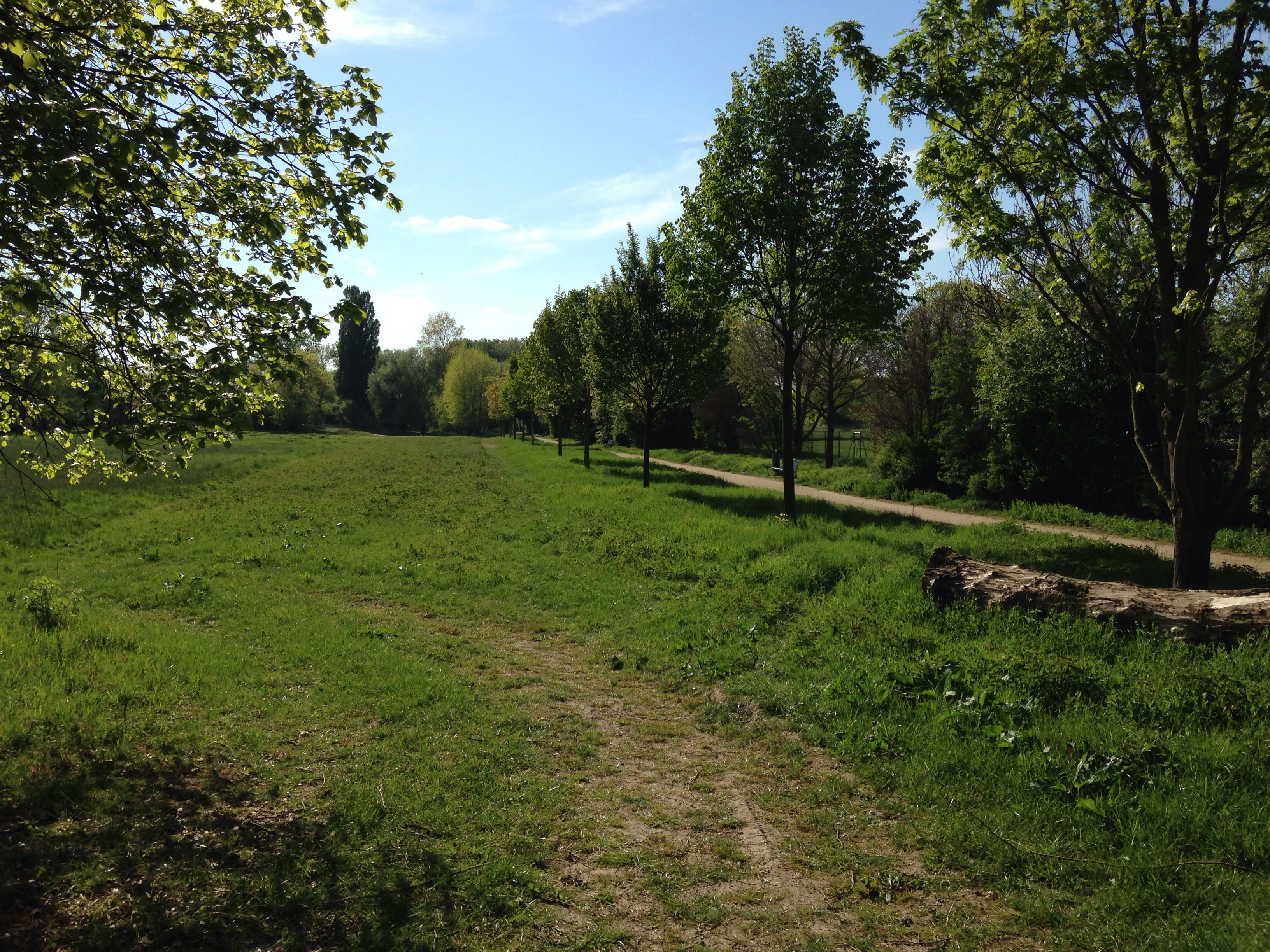
Burgpark Gustavsburg

Der Burgpark Gustavsburg ist ein neu errichteter Park für die ehemalige Sternenfestung nahe dem Sportplatz in der hessischen Stadt Ginsheim-Gustavsburg. Der Burgpark Gustavsburg ist Teil des Regionalparks Rhein-Main.
Der Burgpark entstand als Andenken an die von 1632 bis 1635 an gleicher Stelle befindliche Schwedische Festung Gustavsburg.

## Lage und Ausstattung
Der Burgpark Gustavsburg liegt im Ortsteil Gustavsburg der hessischen Stadt Ginsheim-Gustavsburg. Begrenzt wird der Burgpark im Osten von der Erzbergerstraße (L3040), im Nordosten durch die Darmstädter Landstraße (Teil der B 43), im Nordwesten durch die Straße Auf der Mainspitze sowie im Süden durch die Gleise der Mainbahn.
Durch den Burgpark floss früher einmal ein Altarm des Mains, welcher heute jedoch ausgetrocknet ist und kein Wasser mehr führt. Eine Holzbrücke führt heute noch über den Altarm und verbindet so zwei Teile des Parks, welche früher durch den Altarm und heute durch Büsche und Bäume voneinander getrennt sind. Auf einer Seite hinter diesen Büschen befindet sich heute ein Reststück der ehemaligen schwedischen Festung. Diese Ecke wurde mit zwei Bänken zu einer kleinen Sitzecke umgestaltet.

## Verkehrsanbindung
Der Burgpark Gustavsburg profitiert durch den nahegelegenen Bahnhof Mainz-Gustavsburg an der Mainbahn über eine sehr gute Verkehrsanbindung. Hier verkehrt die Linie S8 der S-Bahn Rhein-Main täglich im 30-Minuten-Takt auf der Strecke Wiesbaden Hbf–Mainz Hbf–Rüsselsheim–Frankfurt Flughafen–Frankfurt Hbf (tief)–Offenbach Ost(–Hanau Hbf). In den Hauptverkehrszeiten halten dort einzelne Züge der Regionalbahnlinie RB 75 auf der Strecke Wiesbaden Hbf–Mainz Hbf–Groß Gerau–Darmstadt Hbf–Dieburg–Babenhausen (Hess)–Aschaffenburg Hbf.
Auf der Nordostseite des Parks befindet sich die Bushaltestelle Am Alten Fährhaus, an welcher die Buslinien 54, 55 und 91
der Mainzer Verkehrsgesellschaft (MVG) halten und den Park mit der Mainzer Innenstadt sowie einzelnen Mainzer Stadtteilen verbinden.